# Наташкуан (селище)
Наташкуан (на френски: Natashquan) е селище в провинция Квебек, източна Канада. Населението му е около 263 души (2016).
Разположено е на 11 метра надморска височина в подножието на Лорънсийските планини, при вливането на река Наташкуан в Протока на Жак Картие и на 800 километра североизточно от град Квебек. Селището е създадено през 1855 година от акадци от островите Мадлен. Традиционният поминък на жителите е риболовът, който в наши дни губи значението си.

## Известни личности
Родени в Наташкуан
- Жил Виньо (р. 1928), поет и певец